# Neil Innes
Neil James Innes (/ˈɪnɪs/; Danbury, Essex, Inglaterra, 9 de diciembre de 1944-Toulouse, Francia, 29 de diciembre de 2019)fue un comediante, músico y escritor británico, reconocido por haber colaborado con Monty Python y haber tocado en las bandas parodia The Rutles y The Bonzo Dog Doo-Dah Band.
Falleció 29 de diciembre de 2019 por causas naturales a los setenta y cinco años, en su casa cerca de Toulouse. Un portavoz de su familia manifestó que la muerte de Innes fue totalmente inesperada, pues en ese momento no se encontraba padeciendo ninguna enfermedad de gravedad.

## Discografía

### Sencillos
| Fecha | Título                                                   | Discográfica y catálogo   |
| ----- | -------------------------------------------------------- | ------------------------- |
| 1973  | "How Sweet To Be An Idiot"/"The Age of Desperation"      | United Artists UP 35495   |
| 1973  | "Momma B"/"Immortal Invisible"                           | United Artists UP 35639   |
| 1974  | "Re-cycled Vinyl Blues"/"Fluff on the Needle"            | United Artists UP 356756  |
| 1974  | "Lie Down and Be Counted"/"Bandwagon"                    | United Artists UP 35745   |
| 1975  | "What Noise Annoys a Noisy Oyster"/"Oo-Chuck-A-Mao-Mao"  | United Artists UP UP35722 |
| 1977  | "Lady Mine"/"Crystal Balls"                              | Arista ARISTA 106         |
| 1977  | "Silver Jubilee (A Tribute)"/"Drama on a Saturday Night" | Arista ARISTA 123         |
| 1978  | "Protest Song"/"The Hard-To-Get"                         | Warner Brothers K 17182   |
| 1979  | "Amoeba Boogie"/"Theme"                                  | Polydor POSP 107          |
| 1979  | "Kenny and Liza"/"Human Race"                            | Polydor 2059 207          |
| 1982  | "Them"/"Rock of Ages"                                    | MMC MMC 100               |
| 1982  | "Mr. Eurovision"/"Ungawa"                                | MMC MMC 103               |
| 1984  | "Humanoid Boogie"/"Libido"                               | PRT 7P 298/12P 298        |
| 2009  | "Imitation Song"                                         | Neil Innes Music          |
| 2014  | "Rio" (con The Values)                                   | East Central One/iTunes   |

### Álbumes como solista
- How Sweet to Be an Idiot (1973)

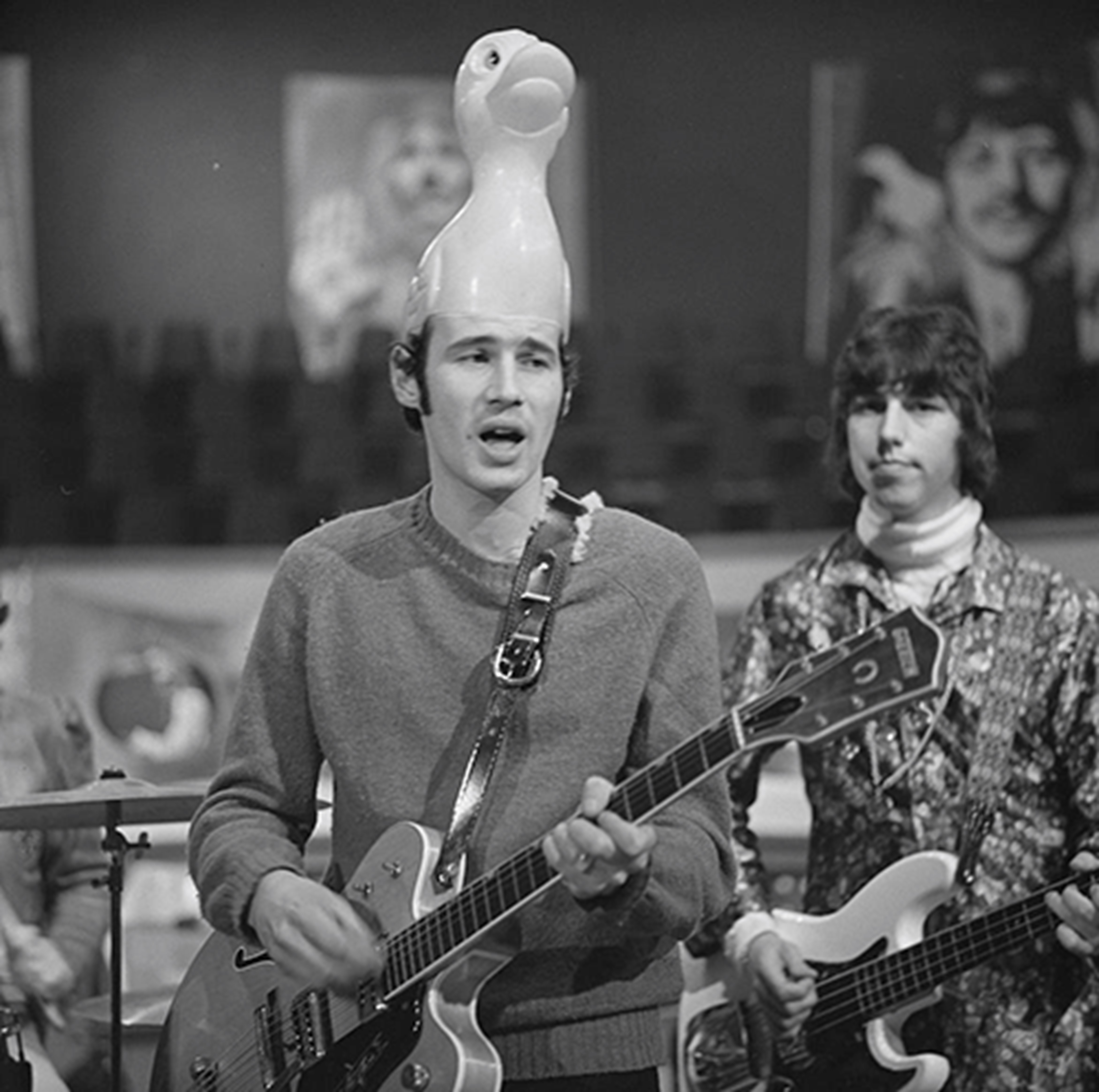
Con Bonzo Dog Doo-Dah Band en 1968.

- The Rutland Weekend Songbook (con Eric Idle) (1976)
- Taking Off (1977)
- The Innes Book of Records (1979)
- Off the Record (1982)
- Erik the Viking (1989)
- Re-Cycled Vinyl Blues (1994)
- Recollections 1 (2000)
- Recollections 2 (2001)
- Recollections 3 (2001)
- Works in Progress (2005)
- Live At Martyrs (2005)
- Dogman (A Comedy Musical Story For Children) (2005)
- Innes Own World – Best Bits Part One (2010)
- Innes Own World – Best Bits Part Two (2010)
- Farewell Posterity Tour (con Fatso) (2014)
- Nearly Really (2019)